# Bebidas de México

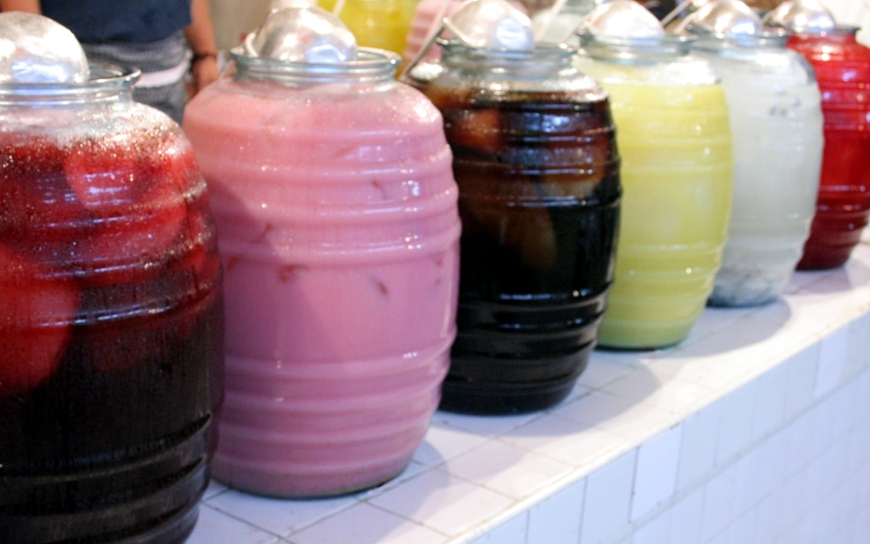
Aguas frescas en un puesto callejero de Ciudad de México

El conjunto de bebidas mexicanas es la parte de la gastronomía de México que agrupa la amplia diversidad de refrescos, licores, vinos, jugos y otras bebidas que son típicas del país. En la carta de bebidas nacionales mexicanas se combinan bebidas tradicionales prehispánicas como el atole o el mezcal, con productos traídos del Viejo Mundo y que se han adaptado a la tierra americana, como el café de México o el vino de México.
Seis bebidas están protegidas legalmente con el sello Denominación de Origen, en su mayoría destilados: bacanora, charanda, mezcal, raicilla, sotol, tequila.

## Bebidas cotidianas

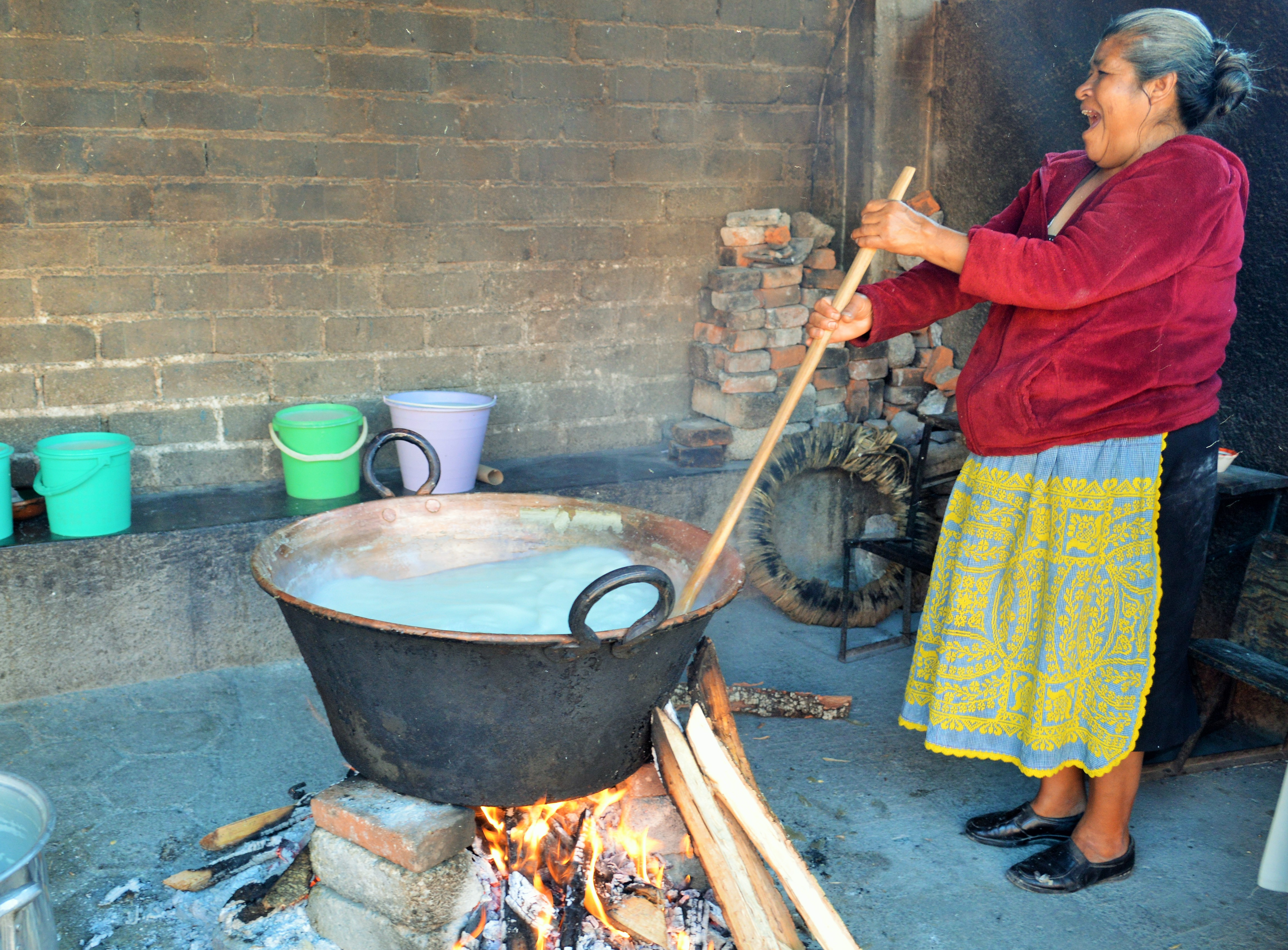
Elaboración tradicional de atole en Ihuatzio, Michoacán.

### Aguas frescas
Las aguas frescas son una familia de sencillas bebidas sin alcohol que se sirven durante las comidas en casa o en restaurantes de todo el país. Consisten básicamente en jugos de frutas recién exprimidas y diluidas en agua fría con azúcar. Se pueden encontrar en una amplia variedad de sabores: limón, melón, sandía, durazno, guayaba, papaya, naranja, mango, así como otros vegetales que no son frutas, como las populares aguas de tamarindo y de jamaica (de flor de jamaica). El agua de horchata es a base de arroz y leche, y a veces canela.

### Atole
El atole o atol es una popular bebida dulce a base de maíz molido, bien sea en harina, sémola o masa, junto con cacao, vainilla, canela u otros sabores.

### Café

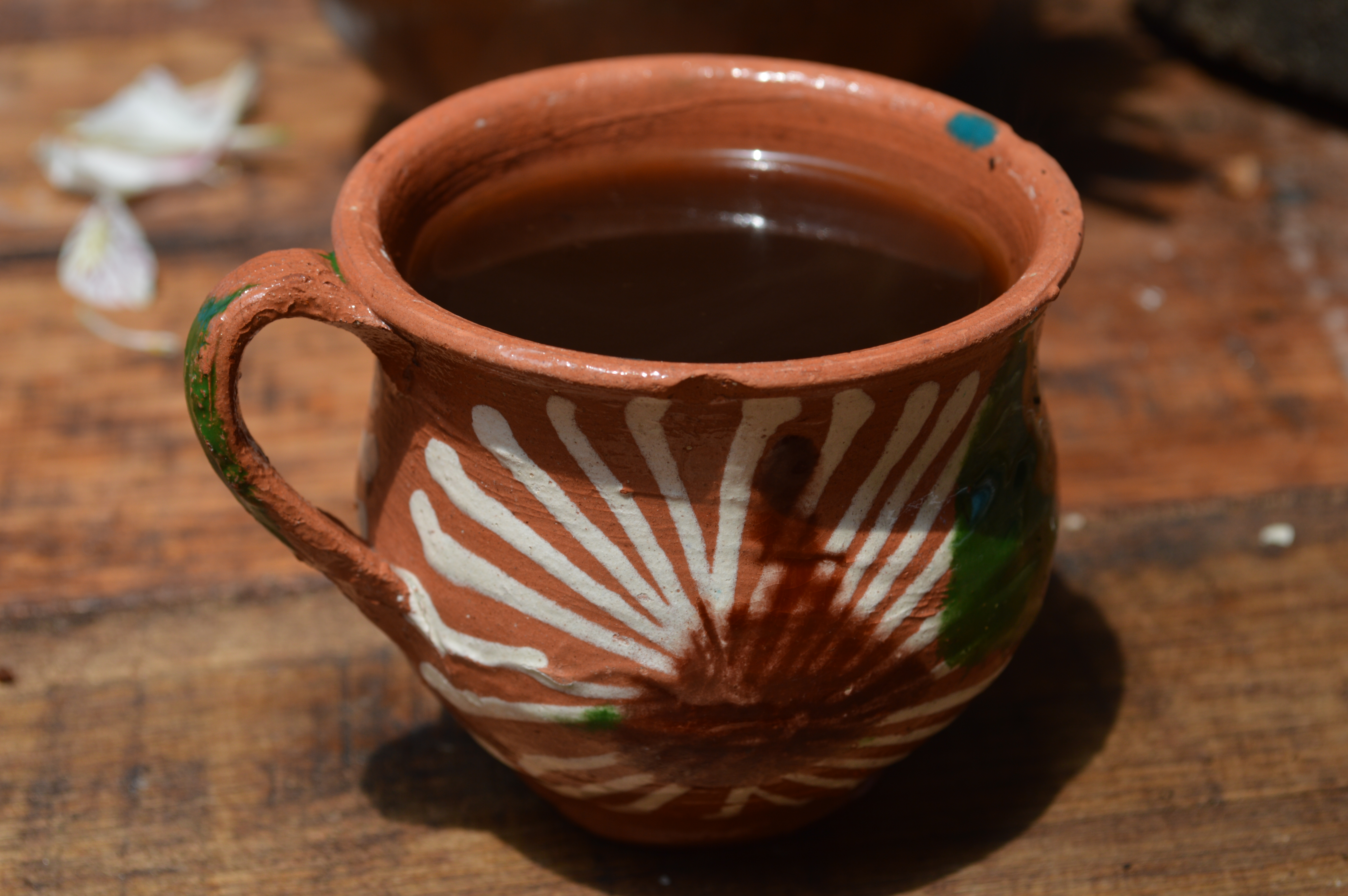
Café de olla

El café en México se cultiva desde el siglo XIX, y desde entonces ha logrado una gran aceptación entre los consumidores. El café es una bebida básica y acompaña al desayuno mexicano. Es tradicional el café de olla, el cual está especiado con canela, anís, chocolate y otros condimentos, y endulzado con piloncillo.
Los estados de Chiapas, Veracruz, Oaxaca y Puebla son los principales productores. El 98% de la caficultura mexicana se da de forma no mecanizada, en policultivos sostenibles con el medio ambiente lo que se traduce en un café de gran calidad. Dos de las dieciséis denominaciones de origen mexicanas son para el café: el DO Café de Chiapas y el DO Café Veracruz.

### Cerveza
La cerveza hizo su aparición en México en el siglo XIX, pero se popularizó en el siglo pasado. Una preparación típica a base de cerveza son las micheladas.

### Pulque
El pulque es una bebida alcohólica que se obtiene fermentando aguamiel de maguey. Se caracteriza por una textura viscosa y un sabor que no deja indiferente, al cual se le pueden agregar ingredientes varios, habiendo: pulque de fresa, piña, tuna, avena, jitomate, pistache, etc.

### Mezcales y otros destilados

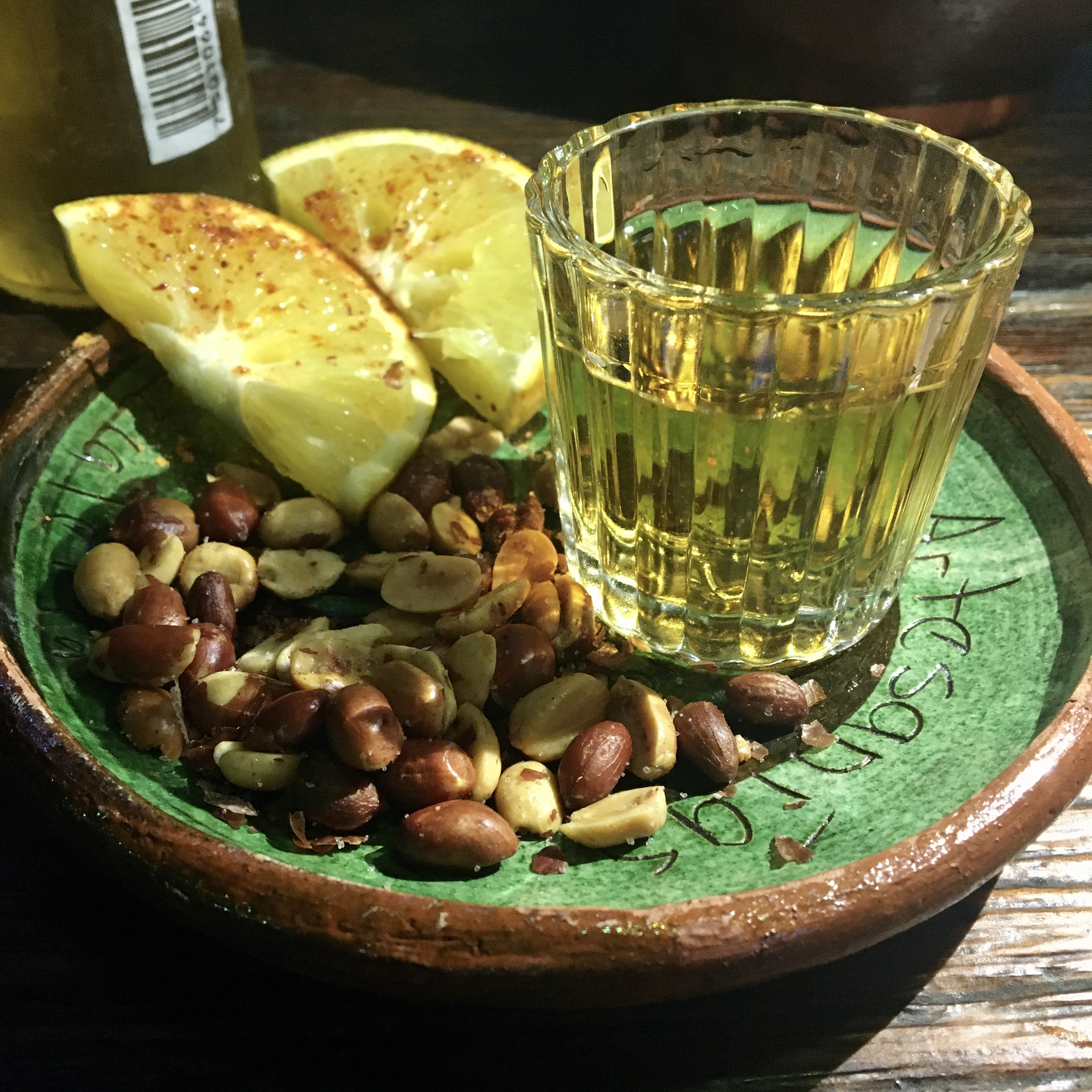
Chupito de mezcal

Los mezcales son licores destilados de maguey (Agave), y tienen una tradición milenaria. El mezcal más popular es el tequila, aunque muchas veces se consideran dos bebidas diferentes, el tequila es una variedad específica de mezcal (Agave tequilana). Ambas denominaciones están protegidas. Otras denominaciones de origen protegidas para destilados son la raicilla, la bacanora o el sotol.
Para obtener mezcal, el corazón del maguey se cuece y de él se extraen sus azúcares con los que se prepara un mosto que se fermenta con levaduras y se destila.

### Tepache

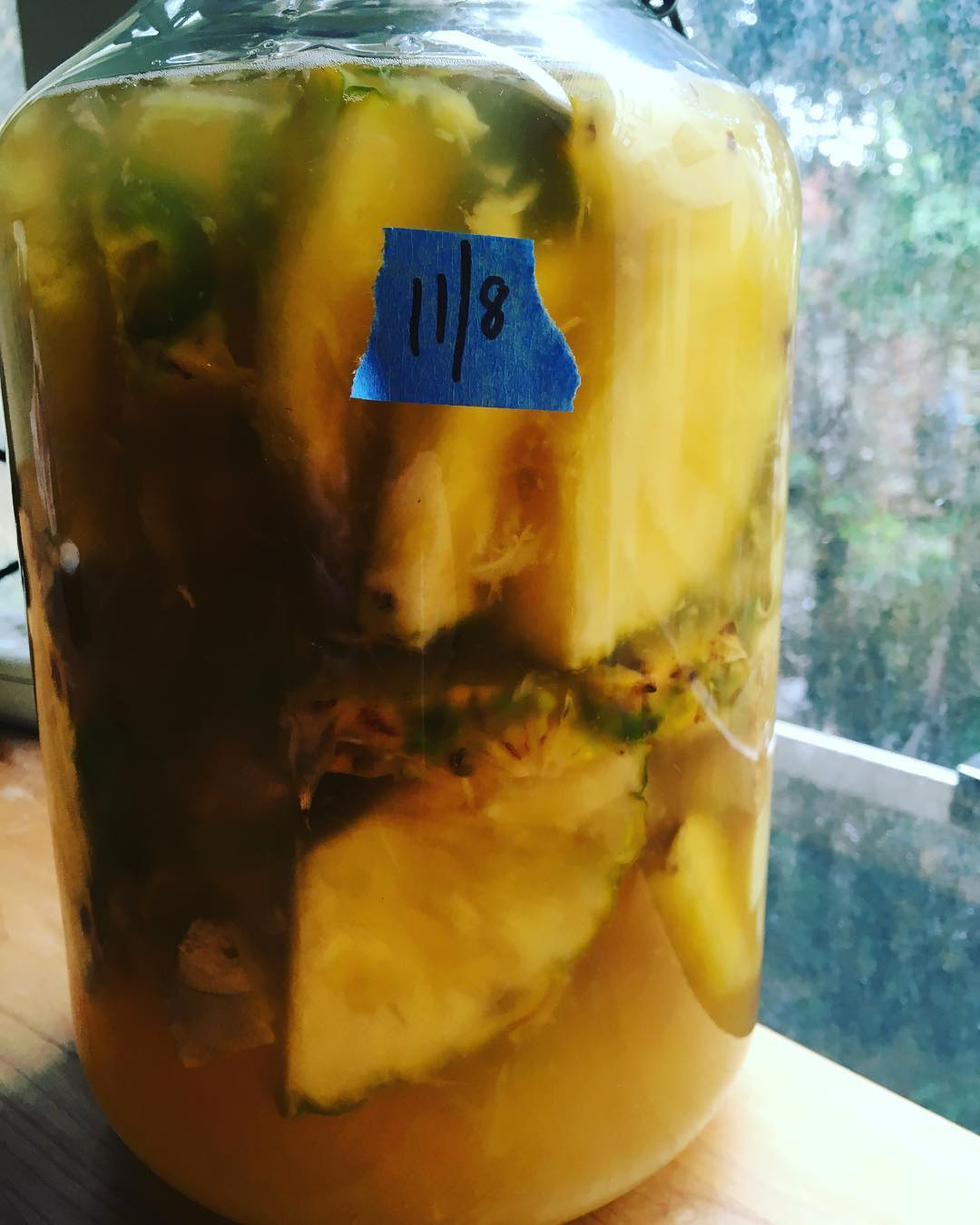
Piña fermentándose para hacer tepache

El tepache es una bebida fermentada de piña, ligeramente alcohólica (>1%). Aunque la piña es el fruto original, también se elaboran tepaches de guayaba, tuna, etc.

### Vino
Tanto el vino blanco como el tinto se producen en México a la manera tradicional europea. La región vinícola de Baja California es la más representativa del país. También se elabora ampliamente en los estados de Querétaro, Guanajuato, Aguascalientes, Zacatecas y Coahuila.

## Bebidas festivas

### Cócteles
Ciertos cócteles preparados por bármanes de todo el mundo tienen su origen en México. En estos casos, el tequila es un ingrediente común, pues es el licor con más graduación alcohólica que ofrece el país. El más conocido es el Margarita, elaborado con tequila, triple seco y limón. El Charro Negro se prepara con tequila y Coca-Cola. El menyul es una versión veracruzana del mint-julep.
También hay cócteles inspirados en México, como el Matador.

### Bebidas de cacao

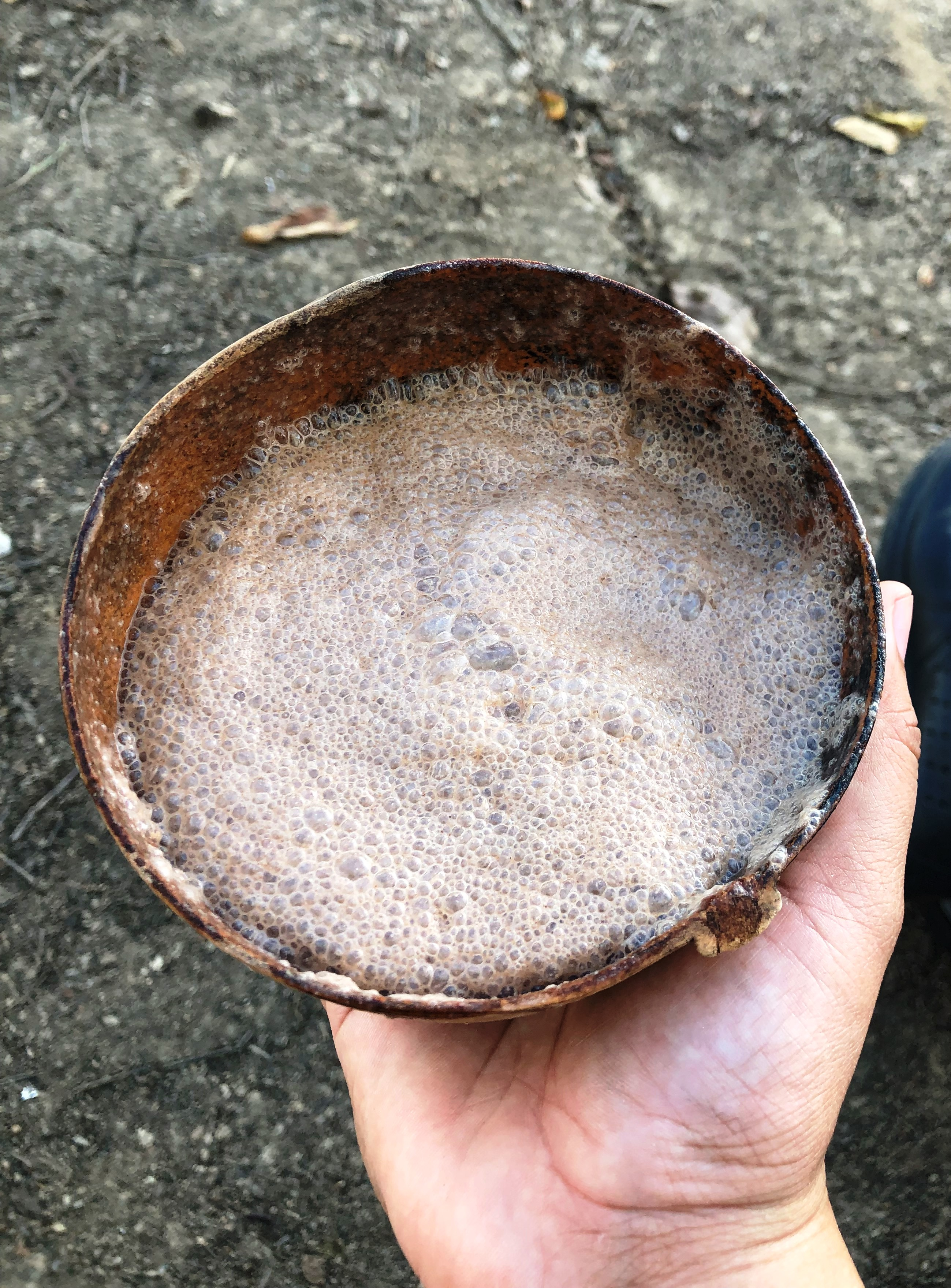
Popo

Las bebidas de cacao merecen una mención especial porque existe una amplia diversidad y todas son de origen prehispánico. Se suelen espumar mucho usando un molinillo, y se sirven localmente en las fiestas patronales y eventos similares. Se incluyen:
- Agua de barranca
- Bupu, zapotecos del Istmo (Oaxaca)
- Champurrado
- Chilate, típico del estado de Guerrero, elaborada a partir de cacao, arroz, canela y azúcar y servida fría. Está muy presente en comunidades amuzgas, mixtecas, tlapanecas y afromexicanas.
- Popo, Veracruz, Oaxaca
- Pozol de cacao, Tabasco
- Kakapoté, Chiapas
- Tascalate, Chiapas
- Polvillo, Tabasco
- Espuma de cacao, Puebla

### Ponche
El ponche de frutas es una bebida caliente y dulce que incluye caña de azúcar, ciruelas pasas, manzana, canela, piloncillo, tejocote, guayaba, tamarindo, flor de Jamaica y piña. Se prepara exclusivamente durante el periodo navideño.

## Bebidas regionales

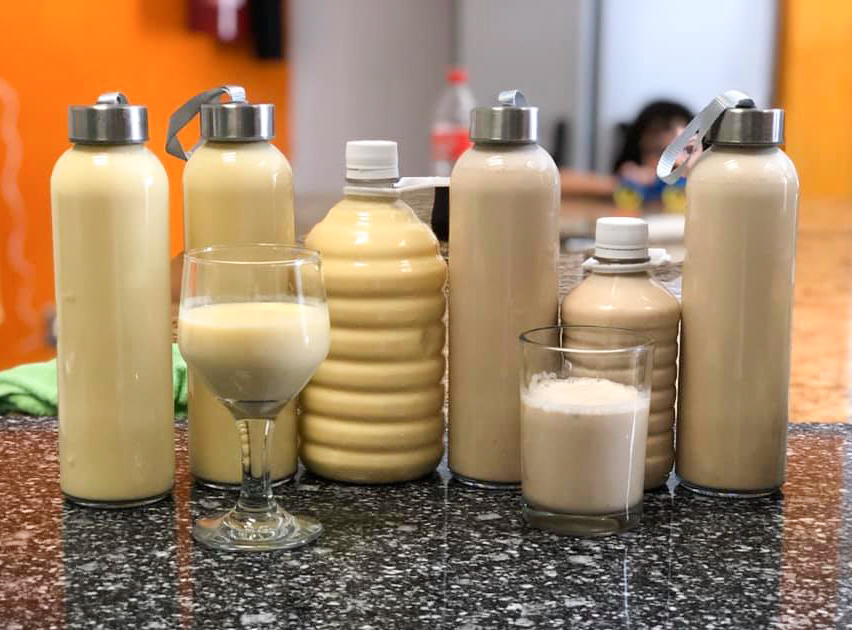
Torito de cacahuate

- Comiteco: Destilado de aguamiel de maguey Comiteco, maguey endémico de la meseta comiteca tojolabal, del estado de Chiapas.
- Charanda: tradicional de Michoacán. Cuenta con denominación de origen. Se elabora a partir de la Caña de azúcar cultivada en la zona de Uruapan.
- Colonche, bebida fermentada del jugo de la tuna cardona típica del Bajío. A veces también se hace colonche de pitaya.
- Huachicol: bebida alcohólica adulterada con alcohol de caña.

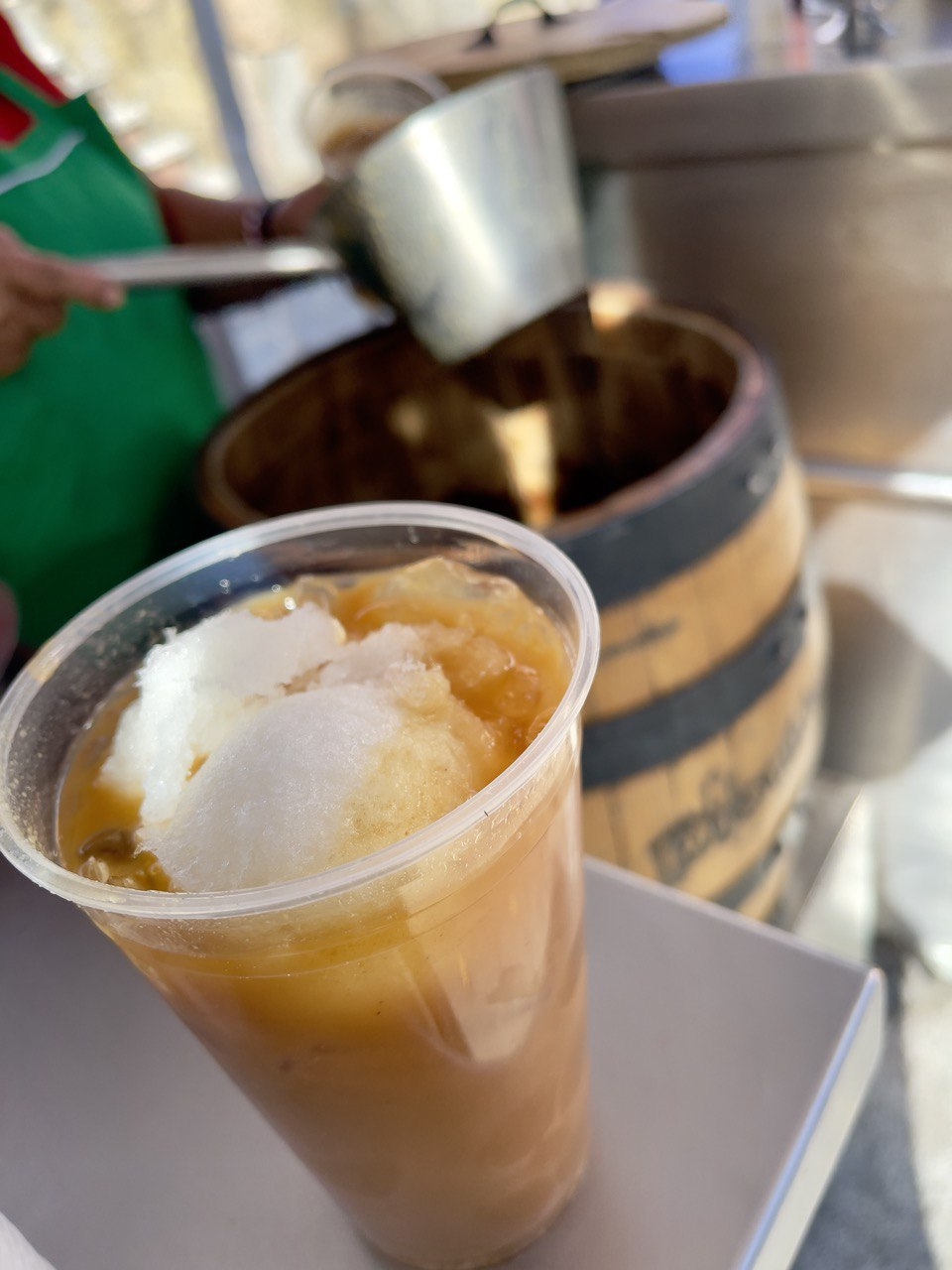
Tejuino de Jalisco

- Pajarete: bebida jalisciense que consiste en leche bronca, alcohol de caña y chocolate.
- Holcatzín: licor de capulín consumido en Campeche y Yucatán.
- Ponche
- Pox: es un destilado de maíces criollos endémicos de Chiapas, caña de azúcar y trigo.
- Rompope
- Tuxca: Destilado de agave, vino mezcal del Sur de Jalisco.
- Torito: Bebida típica de Veracruz de diferentes sabores como guanábana, jobo, nanche, coco hasta de café, cacahuate o nuez mezclados servidos con hielo frappé.
- Xtabentun

- Tejuino: Originario de Jalisco.
- Cebadina: Tradicional en Guanajuato.
- Pinole
- Tejate: Originario del Estado de Oaxaca.
- Lechuguilla: bebida típica del sur del Estado de Jalisco hecha a base del fermento del agave lechuguilla, agua y azúcar.
- Tepache: bebidas hecha con base en la fermentación de la piña. La palabra tepache procede del náhuatl tepiatl, que significa bebida de maíz, pues originalmente era elaborada con este cereal aunque hoy en día su versión más conocida es la de piña con azúcar.
- Tuba: bebida extraída de la palma, muy tradicional en los estados de la costa del Pacífico, como Colima y Jalisco.
- Bate de chan o de chía
- Mosco
- Esquimo, de Puebla
- Polla, con jugo de naranja, vino Jerez y huevo, típica de la Ciudad de México
- Piznate